# Catoxyethira veruta
Catoxyethira veruta är en nattsländeart som beskrevs av Morse 1974. Catoxyethira veruta ingår i släktet Catoxyethira och familjen smånattsländor. Utöver nominatformen finns också underarten C. v. septentrionalis.